# Самсонов, Александр Сергеевич
Александр Сергеевич Самсонов (род. 1937) — директор Первого Московского часового завода имени С. М. Кирова, народный депутат и член Верховного Совета СССР в 1989-1991 годах.

## Биография
Родился в 1937 году, по национальности русский. Выпускник Белорусского политехнического института. Состоял в КПСС.
До назначения директором  1-го часового завода руководил в министерстве приборостроения ГЛАВКом, объединявшим все 17 часовых заводов СССР.
В 1985—1993 годах директор Первого Московского часового завода имени С. М. Кирова.
Замначальника ОТК завода Владимир Зинкевич вспоминает начало работы Самсонова:
Самсонов Александр Сергеевич <...> очень влиятельный человек, при котором в 1990-х на заводе была создана своя внешнеторговая фирма. Мы напрямую торговали с заграницей; потом была создана компания «Полет-Азия» в Сингапуре, куда я тоже часто выезжал. Из Сингапура мы продавали механизмы по всему континенту, из-за чего на заводе появились фонды, новое оборудование, новые, более высокие зарплаты. Это был очень хороший период.
Однако критик Александра Самсонова С. Митрохин сообщал:
Согласно распространенному мнению, его завод добился высоких прибылей благодаря продаже механических часов по демпинговым ценам на внешнем рынке, — дешевый советский труд принес дефицитную валюту госбюджету, а дефицитный ширпотреб — рабочим завода.
В апреле 1989 года А. С. Самсонов был включён в состав  делегации  советских промышленников  в США под руководством председателя правления Торгово-промышленной палаты СССР В. Л. Малькевича.
На момент избрания народным депутатом был членом МГК КПСС. 

### Избрание народным депутатом
В 1989 году был избран народным депутатом СССР в Пролетарском территориальном избирательном округе № 20 города Москвы. Избрание сопровождалось рядом нарушений избирательного законодательства, о которых рассказал депутат А. М. Адамович:
Я был в Пролетарском районе, когда проходили выборы Самсонова. Могу сказать, что там прошло просто неприличное
событие. По этому округу шли, кроме Самсонова, Нуйкин, писатель Приставкин и отец Якунин. Я был доверенным лицом Нуйкина. Как только мы вошли, нам сказали: «Товарищи, вот та пожилая женщина выступит сейчас и скажет, что людей, которые не живут в этом районе, надо исключить из голосования», хотя эти люди были избраны этим районом. Действительно, поднялась эта женщина, сказала. Моментально проголосовали, и Самсонов остался почти в одном лице
Всего было отказано в регистрации  7 кандидатам в депутаты из 17.
27 апреля 1989 Центральная избирательная комиссия приняла постановление "О жалобах Нуйкина А. А., Приставкина А. И., Уражцева В. Г., Якунина Г. П. и других на решение окружного предвыборного собрания в Пролетарском территориальном избирательном округе № 20". В нём сказано, "при подготовке и проведении окружного предвыборного собрания в Пролетарском территориальном избирательном округе № 20 были не полностью соблюдены процедурные правила, поручить окружной избирательной комиссии повторно рассмотреть вопрос о регистрации выдвинутых кандидатов в народные депутаты СССР" и "продлить, в порядке исключения, окружной избирательной комиссии срок регистрации кандидатов в народные депутаты СССР". Комментаторы документов сообщают, что не обнаружили документов об утверждении постановления или об опровержении его и что оно, видимо, было "поглощено" решением от 4 мая. А 4 мая 1989 года тот же Центризбирком постановил "Рассмотрев поступившие обращения в связи с решением избирательной комиссии Пролетарского территориального избирательного округа № 20 гор. Москвы об отказе в регистрации кандидатами в народные депутаты СССР некоторых граждан, <...> Центральная избирательная комиссия считает, что решение окружной избирательной комиссии принято в пределах ее полномочий".
В ответ на отказ регистрации популярных оппозиционных политиков, которые могли бы составить конкуренцию "фавориту власти" активные граждане Пролетарского района призвали к бойкоту выборов. Как много позже вспоминал активист "Солидарности" Михаил Кригер, именно с  этого началась политическая деятельность его и его жены, Веры Кригер. Они вместе с другими активистами обходили квартиры и убеждали жителей в необходимости бойкота. Бойкот, судя по всему, возымел действие, по данным независимых общественных наблюдателей, в первом туре, 14 мая, явка была 40% избирателей, во втором туре, 18 мая – около 30% (при обязательном пороге явке 50% избирателей). Однако по официальным заявлениям в первом туре проголосовало  54,85% избирателей, во втором – 59,34%. Кроме того отмечены и многие другие нарушения: члены участковых комиссий агитировали избирателей и принуждали их к голосованию в день выборов, выдавали одному избирателю несколько бюллетеней; практиковался и массовый вброс; наблюдатели, пытавшиеся пресечь фальсификации, удалялись с участков; продление времени работы избирательных участков сверх установленного срока, опечатывание урн до прибытия членов избирательной комиссии и до начала работы избирательного участка, вбросы в выносные урны и т. п.. История скандальных выборов А. С. Самсонова в мае 1989 года в Пролетарском районе Москвы вошла в публикации об истории фальсификации выборов в СССР и России.
Член мандатной комиссии Съезда Народных депутатов Н. Т. Князев, первый секретарь Кустанайского обкома Компартии КазССР прокомментировал итоги выборов Самсонова достаточно противоречиво. По его словам, мандатная комиссия результаты выборов по Пролетарскому району Москвы  рассматривала дважды. "Мы вынесли решение о признании полномочий товарищ а Самсонова, но в процессе рассмотрения были выявлены факты грубого нарушения положения о выборах" (выделено — ВП). При этом Князев утверждал, что "против товарища Самсонова было столько обструкций, что просто не укладывается в понятии нормального человека. <...> Я считаю, что это травля депутата Самсонова".

#### Работа на съезде народных депутатов
А. С. Самсонов был весьма активным народным депутатом и на I-м съезде выступал несколько раз.
26 мая 1989 года он критиковал А. Д. Сахарова и С. Б. Станкевича за то, что они 25 мая были на митинге на Пушкинской площади и не пригласили его, при этом призвал депутатов: "Вы занимайтесь своими избирателями <...>, мы можем настроить избирателей так, как надо":119.
27 мая осудил выступление Ю. Н. Афанасьева и поддержавшего его Г. Х. Попова. Кроме того рассказал, что столкнулся с оппозицией на своём собственном заводе, где организован "какой-то комитет", где  "пошли листовки везде рассовывать, что я являюсь представителем от аппарата Компартии". И это, по его мнению, "является прямым следствием <... Того, что> в московской организации есть фракционизм, о котором мы сегодня говорим, который нужно осудить". В итоге Самсонов предложил ввести депутатский суд чести, где будут депутатов воспитывать. Обращаясь к Г. Х. Попову, Самсонов сказал: "Приглашаю вас к себе на завод. Дам вам определенный участок работы, и организуйте мне, пожалуйста, то, что вы проповедуете":304-305.
9 июня кандидатура А. С. Самсонова была внесена для голосования по составу Конституционной комиссии. Первым высказал недоверие кандидатуре Самсонова главный инженер "Мосгипротранса" Ю. Э. Андреев, по его словам Самсонов "показал ярым приверженцем методов культурной революции в Китае", имелось в  виду приглашение Г. Х. Попова на 1-й часовой завод для "перевоспитания":291. Не назвавший себя депутат сказал, что, хотя он не москвич, он получает от москвичей письма с просьбой разъяснить механизм отзыва депутата Самсонова. Он заявляет отвод его кандидатуре, потому что он предложил ввести перевоспитательные работы и суд чести:292. После этого выступил А. М. Адамович (выступление цитируется выше), пояснивший нарушения при избрании Самсонова.  Не назвавший себя депутат-москвич сказал, что уважает решение мандатной комиссии по выборам Самсонова, но, так как кандидатуры в Конституционную комиссию от Москвы не обсуждались, просит поддержать кандидатуру М. А. Бочарова:293. Депутат из Казахстана сказал "если принять его концепцию суда чести, то за пять лет все побываем в этом суде чести"  — это грозит появлением нового карательного органа:293-294. После это выступил сам А. С. Самсонов, сказавший, что он не собирался работать в Конституционной комиссии и его кандидатура действительно не обсуждалась, "но мне совершенно понятно, чье это предложение поставить мою кандидатуру вот здесь вот, чтобы я еще раз рассказал о себе":294 (кого он имел в виду, неясно). По словам Самсонова его не было во время окружного собрания в Москве, и  его избиратели его поправили "нужно создать не суд чести, а комиссию по этике":294.
В. А. Логунов, один из тех, кого сняли с выборов в Пролетарском округе, и позднее избранный от Кунцевского избирательного округа № 13, предложил  "все-таки мы должны возвратиться к тому периоду предвыборной борьбы и к окружным собраниям и рассмотреть их работу, потому что нарушений было очень много":295. Академик Ж. И. Алфёров, предложил рассматривать выступление Самсонова как самоотвод, так как он сам сказал, что не собирался работать в Конституционной комиссии. После этого председательствующий М. С. Горбачёв, не обращая внимания на предложение Алфёрова, поставил на голосование отвод кандидатуры Самсонова. За — 555, против — 1118, воздержались — 101:295-296. Таким образом, Самсонов был избран в Конституционную комиссию, однако более поздние источники сообщают, что он был членом Комитета Верховного Совета СССР по вопросам экономической реформы.

#### Экономические воззрения
Об экономических воззрениях А. С. Самсонова можно судить по его пространной (5 страниц книжного текста) не произнесённой на съезде, но опубликованной речи. Речь совмещает два элемента — планирование и свободную экономику. Например:
Первое и главное — не бояться внедрения в жизнь правильно выработанных экономических реформ, и прежде всего — предоставления экономической самостоятельности на принципах самофинансирования предприятиям, территориям и регионам. Никоим образом не допускать к утверждению несбалансированных народнохозяйственных планов на любом уровне.
В июне 1990 вошёл в вновь образованную  Всероссийскую ассоциацию отечественной словесности и культуры "Единение", во главе с президентом ассоциации Ю. В. Бондаревым, вице-президентом Ю. Л. Прокушевым, заместителями президента канд. филос. наук Л. Я. Алексеевой, протоиереем Н. К. Архангельским и главным редактором журнала "Слово" А. В. Ларионовым.
Тогда же вместе с В. А. Яриным, членом-корреспондентом АН СССР И. Р. Шефаревичем, докторами наук Г. И. Литвиновой и  А. А. Сергеевым, сотрудником Института философии АН СССР Ю. М. Бородаем и публицистом А. С. Салуцким участвовал в круглом столе, организованном журналом "Наш современник". Самсонов критиковал экономическую программу "левых радикалов" в лице Г. X. Попова, состоящую, по его мнению, в радикальной капитализации производственных отношений. По мнению Самсонова то, что страна за год не улучшила, а резко ухудшила все экономические показатели — результат действий «перестроечных» радикальных союзов и межрегиональной группы. «Левых радикалов» Самсонов обвинял в попытке захвата власти, в подстрекательстве к шахтёрским забастовкам и подозревал в подготовке к "настоящему террору, правда, пока моральному, но ведь при получении власти это может стать реальностью".

### Продолжение карьеры на 1-м Часовом заводе
В начале 1992 года Первый Московский часовой завод был преобразован в АО "Полёт" с уставным капиталом 50 млн рублей. 70%  акций завода принадлежало трудовому коллективу, 30% — Федеральному фонду имущества. По словам А. С. Самсонова в  1993 году за период с января по апрель объем производства вырос на 43%. Критики руководства сообщали, что 50% полученной от продаж "коммерческой прибыли" шло руководству цеха, остальные 50% —  в казну завода, при этом 10%  "прибыли" составляли зарплату самого Александра Самсонова,  а средний заработок сотрудников сборочных цехов составлял 10000—15000 рублей. По сведениям газеты "КоммерсантЪ" Самсонов не планировал выставлять свою кандидатуру на пост директора предприятия на конференции трудового коллектива предприятия 10 августа 1993 года.
5 апреля 2011 года присутствовал на  встрече Г. А. Зюганова с группой  руководителей советской промышленности в зале заседаний  фракции КПРФ в  Госдуме по поводу 50-летия космонавтики

## Семья
- Женат, в семье двое детей[3].

## Публикации
- Самсонов А. С. // газета "Правда" 1989. 30 октября.

### Рекомендуемые источники
- Молодая гвардия 1986 с. 167
- Огонёк, 1987, с. 13
- На стреминине // Партийная жизнь: журнал ЦК ВКП(б). 1989. стр. 71

## Комментарии
1. ↑  Это А. А. Нуйкин, А. И. Приставкин, Г. П. Якунин, В. А. Логунов, В. И. Олейник, В. Г. Уражцев  и седьмой кандидат в депутаты[6][7]. Валентин Логунов, который пытался  зарегистрироваться по Пролетарскому избирательному округу как кандидат в депутаты и также исключённый из списка для голосования, позднее был избран по Кунцевскому избирательному округу г. Москвы. В своём выступлении на съезде народных депутатов он упоминает об не зарегистрированном "отставном офицере", видимо, речь шла о Виталии Уражцеве[5].